# تشي لايتس (فريق غناء)

تشي لايتس

تشي لايتس (بالإنجليزية: The Chi-Lites) فريق رباعي أمريكي لغناء موسيقى الإيقاع والبلوز R&B من شيكاغو، إلينوي، الولايات المتحدة. تشكل الفريق الأصلي في مدرسة هايد بارك الثانوية بشيكاغو في عام 1959 ، من المطربين روبرت ليستر، ويوجين ريكورد، وكريدل جونز، وكلارنس جونسون، وبيرت بوين، وإدي ريد، ومارشال طومسون. جاءت أكبر نجاحات الفريق في أواخر الستينيات وحتى أوائل السبعينيات بالأعضاء (روبرت ليستر، ويوجين ريكورد، وكريدل جونز ومارشال طومسون) وسجلوا أحد عشر أغنية من موسيقى الإيقاع والبلوز من عام 1969 حتى عام 1974. حقق الفريق أيضًا عدد 21 أغنية على قوائم الهوت بيلبورد  و قوائم 100 بوب، كما حقق نجاحًا كبيرًا في أستراليا، والمملكة المتحدة، وأيرلندا، وكندا، وكذلك في الولايات المتحدة.
سنوات النشاط: 1959 حتى الوقت الحاضر

## أهم أغاني الفريق
هل شاهدتها (1971) Have You Seen Her 
يا فتاة (1972) Oh girl 
أبرد أيام حياتي (1972) The Coldest Days of My Life 
رسالة إلى نفسي (1973) A Letter to Myself 
متخدر وخارج عن وعي (1973) Stoned Out of My Mind 
فتاة منزلية (1974) Homely Girl 
توبي / هذا كم هو بعيد (1974) Toby / That's How Long 
لابد أنك أنت (1974) You Got to Be the One 
حار على شيء (يسمى الحب) (1982) Hot on a Thing (Called Love) 
من أسفل إلى أعلى (1983) Bottom's Up 

## وصلات خارجية
https://www.chi-litesofficial.com/ تشي لايتس (فريق غناء)
https://www.youtube.com/watch?v=tD24V7uNe0I تشي لايتس (فريق غناء)
https://www.allmusic.com/artist/the-chi-lites-mn0000762731 تشي لايتس (فريق غناء)
https://web.archive.org/web/20080821062908/http://www.rollingstone.com/artists/thechilites/biography تشي لايتس (فريق غناء)